# Bill Hwang
Bill Hwang (korejsky 황성국) je americký investor působící na Wall Street v New Yorku. Deník Wall Street Journal uvedl, že Hwang koncem března 2021 během deseti dnů přišel o 20 miliard USD, čímž způsobil velké ztráty svým bankéřům Nomura a Credit Suisse. Dne 27. dubna 2022 byl ve stejné věci obviněn z federálního podvodu a vydírání.